# Martin Jensen (atlet)
 Der er flere personer med dette navn, se Martin Jensen.
Martin Jensen (14. oktober 1911-3. januar 1985) var en dansk atlet medlem af Københavns IF. Han vandt fire danske meterskaber; to i cross samt 5000 og 10.000 meter på banen. Han vandt Kongepokalen 1939 og 1941.
Martin Jensen var far til Ove Jensen

## Danske mesterskaber
- Sølv 1934 1500 meter 4:07.8
- Sølv 1937 8 km cross
- Bronze 1937 8 km cross hold
- Sølv 1938 10.000 meter 32:07.0
- Sølv 1938 5000 meter 15:35.6
- Sølv 1939 10.000 meter 31:52.0
- Guld 1939 8 km cross
- Guld 1939 5000 meter 14:59.8
- Guld 1941 8 km cross
- Guld 1941 10.000 meter 32:48.6
- Sølv 1943 10.000 meter 31:32.6